# Wulbrand Georg Bock von Wülfingen
Wulbrand Georg Bock von Wülfingen (* 3. August 1580 in Bockerode; † 15. Mai 1651 in Magdeburg) war ein deutscher Domherr zu Magdeburg und Naumburg sowie Erbkämmerer und Droste des Hochstifts Hildesheim und Propst in Magdeburg.

## Leben und Wirken
Er stammte aus dem Adelsgeschlecht Bock von Wülfingen, war der Sohn des Rittergutsbesitzers Jobst Braun Bock von Wülfingen auf Bockerode und dessen Ehefrau Catharina von Ilten und wurde Erbsass auf Elze und Gronau. Sein Großvater war der Erbkämmerer und Droste des Hochstifts Hildesheim Wulbrand Bock von Wülfingen und seine Großmutter war Metta von Northolz auf dem Rittergut Bockerode.
Bock von Wülfingen wurde Erbkämmerer und Droste des Hochstifts Hildesheim, Domherr in Magdeburg und Naumburg sowie Propst von St. Peter und von St. Paul in Magdeburg. 1637 war er Inhaber der Domherrenkurie im heutigen Remtergang 1. Außerdem besaß er die an ihn verpfändeten Ämter Morungen und Leinungen in der sequestrierten Grafschaft Mansfeld.
Sein Grabmal befindet sich in der Grablege der Familie Bock von Wülfingen in Elze. Die bei seiner Beerdigung gehaltene Leichenpredigt erschien 1656 bei Julius Geismars Witwe in Hildesheim in Druck.